# Megaselia gotoi
Megaselia gotoi är en tvåvingeart som beskrevs av Ronald Henry Lambert Disney 1989. Megaselia gotoi ingår i släktet Megaselia och familjen puckelflugor. Inga underarter finns listade i Catalogue of Life.